# PAMP (imunologie)
PAMP (z angl. pathogen-associated molecular patterns) jsou molekulární struktury („vzory“) typické pro povrch buněk patogenních (mikro)organismů. Bývají velmi konzervované, často jsou pro mikroby životně důležité, naopak na povrchu buněk hostitelů přítomny nejsou. PAMP struktury mohou být proto účinně rozeznávány mechanismy vrozené imunity, například pomocí fagocytárních buněk, ale i přirozeným protilátkovým systémem, komplementem a proteiny akutní fáze. Na rozpoznávání PAMP struktur se podílí celá plejáda různých receptorů, tzv. PRR receptory (anglicky Pattern recognition receptor, v překladu receptory rozeznávající molekulové vzory), které jsou přítomné na povrchu bílých krvinek – manózový receptor, galaktózový receptor, Toll-like receptory, receptor CD14, scavenger receptory, ale také třeba cytosolické Nod-like receptory.
K typickým PAMP patří lipopolysacharidy gramnegativních bakterií, peptidoglykany grampozitivních bakterií nebo také glukany a mannany hub a kvasinek.